# Carl Ebert (Schauspieler)
Carl Anton Ebert (* 20. Februar 1887 in Berlin; † 14. Mai 1980 in Santa Monica, Kalifornien) war ein deutscher Schauspieler, Regisseur und Intendant.

## Leben
Carl Ebert absolvierte ein Schauspiel-Studium bei Max Reinhardt. Im Anschluss war er an unterschiedlichen Bühnen als Schauspieler engagiert und spielte in zahlreichen Film- und Fernsehproduktionen mit (siehe Filmographie). Er wurde 1927 Operndirektor und -Intendant am Staatstheater Darmstadt, ehe er in gleicher Funktion 1931 an die Deutsche Oper Berlin ging und diesen Posten bis 1933 ausfüllte. Nach der Machtübernahme der Nationalsozialisten wurde er von der NS-Kulturgemeinde als „Musik-Bolschewist“ bzw. als „Kulturbolschewist“ diffamiert. Ebert emigrierte über die Schweiz und England in die Türkei, 1948 übersiedelte er in die USA.
In England gründete Ebert gemeinsam mit Fritz Busch die Festspiele von Glyndebourne und wirkte dort bis 1939 sowie nochmals in den 50er Jahren als dessen künstlerischer Leiter. 1936 übersiedelte er nach Ankara, wo er führend beteiligt war am Aufbau des staatlichen Konservatoriums sowie des Staatstheaters. Das erste dort von ihm aufgeführte Werk war Madame Butterfly von Giacomo Puccini in türkischer Sprache. Sein Assistent in dieser Zeit war der Schriftsteller Sabahattin Ali.
Ebert leitete von 1948 bis 1954 das Institut für Oper an der University of Southern California in Los Angeles. Von 1954 bis 1961 wurde er erneut als Intendant an die Deutsche Oper Berlin berufen. Im Anschluss an seine dortige Intendanz blieb Ebert der Deutschen Oper als Regisseur weiterhin verbunden.
1955 wurde er der erste Präsident des Deutschen Zentrums des Internationalen Theaterinstituts.
Carl Ebert war der Vater des deutsch-britischen Opernregisseurs Peter Ebert (1918–2012). Sein Enkel Alex Ebert ist Kopf der US-amerikanischen Band Edward Sharpe and the Magnetic Zeros.

## Filmografie
- 1913: Das verschleierte Bild von Groß-Kleindorf
- 1914: Der Prinzenraub
- 1914: Erlkönigs Tochter
- 1914: Der Golem
- 1915: Der springende Hirsch
- 1915: § 14 BGB
- 1919: Die lebende Tote
- 1920: Die geschlossene Kette
- 1921: Der Stier von Olivera
- 1923: Nora
- 1923: Erdgeist
- 1923: Wilhelm Tell
- 1923: Der Kaufmann von Venedig
- 1923: Das unbekannte Morgen
- 1924: Lebende Buddhas
- 1925: Das Abenteuer der Sybille Brant
- 1926: Fiaker Nr. 13
- 1926: Sein großer Fall
- 1963: Schwäbische Geschichten
- 1964: Ödenwaldstetten (Sprecher)

## Auszeichnungen
- 1957: Ernst-Reuter-Plakette
- 1960: Großes Verdienstkreuz der Bundesrepublik Deutschland
- 1961: Deutscher Kritikerpreis
- 1961: Commander des Order of the British Empire
- 1966: Kommandeurskreuz des Verdienstordens der Italienischen Republik
- 1977: Silbernes Blatt der Dramatiker Union